# Germinal (novela)

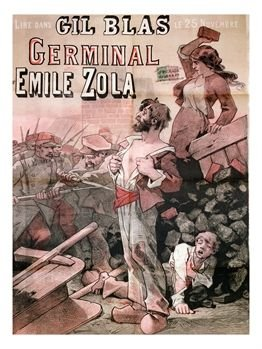
Aparición de la novela en la revista "Gil Blas" en 1884.

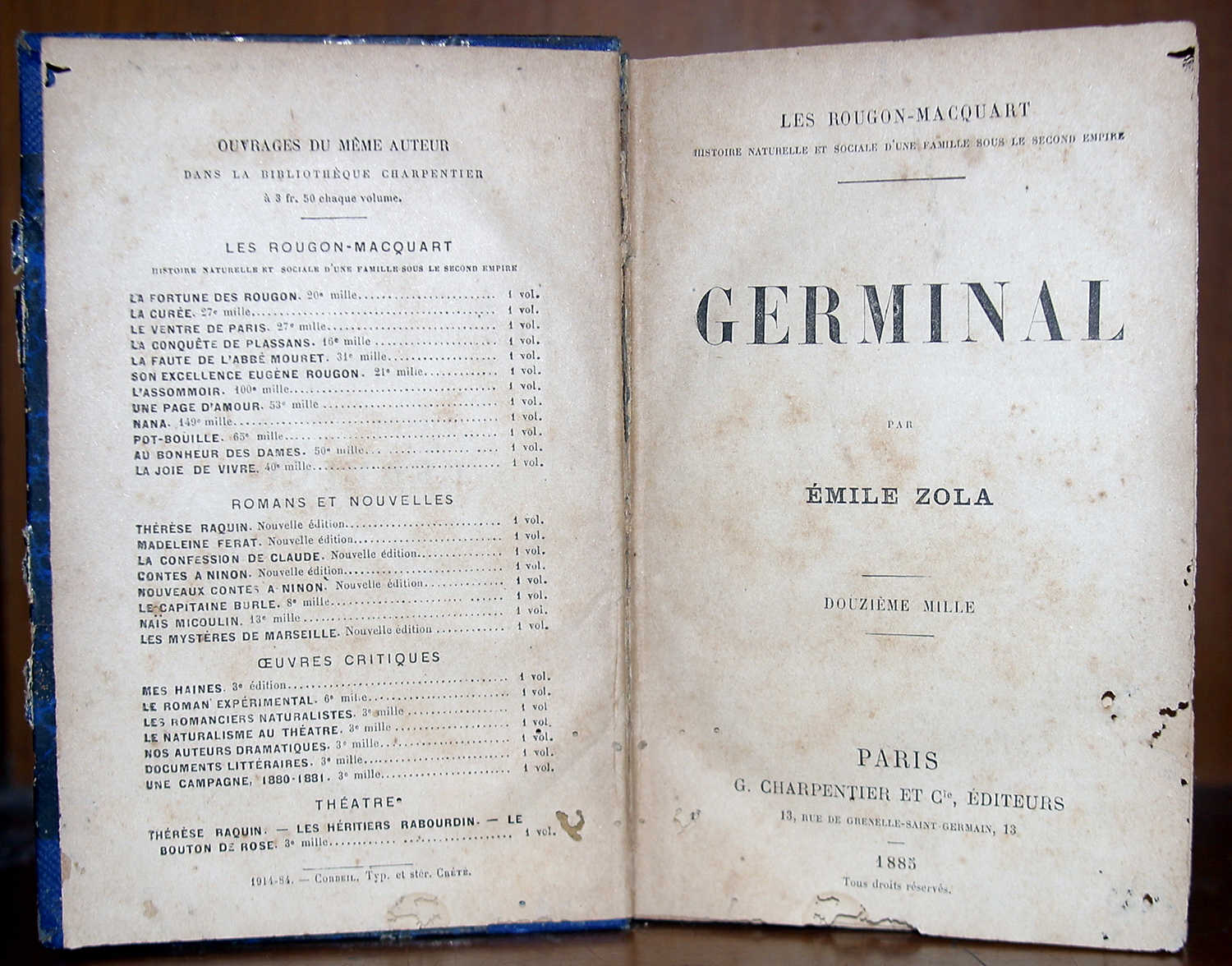
Edición original de 1885.

Germinal (1885) es la decimotercera novela de los veinte volúmenes que Émile Zola escribió dentro de la serie Les Rougon-Macquart. La novela es una dura y realista historia sobre una huelga de mineros en el norte de Francia en la década de 1860. Ha sido publicada y traducida en más de cien países y ha servido para inspirar cinco adaptaciones cinematográficas, dos producciones de televisión y un musical.

## Argumento
La historia se desarrolla en Francia, en un pueblo donde la vida gira en torno a las minas de carbón, lugar de donde la mayor parte de las familias obtiene sustento; cada miembro de las familias que ahí trabajan se vuelve virtualmente esclavo de la mina, obteniendo salarios de miseria, desgastándose y corriendo el riesgo de no volver a casa en cada momento del día.
Hartos de esta situación, habiendo incluido en su estilo de vida el hambre y la enfermedad, indispuestos a continuar con esta “vida” que al haber perdido ya toda esperanza había dejado de serlo, se organizan para iniciar una huelga, pidiendo un aumento que les permitiera por lo menos salir un poco del estado de hambre en el que vivían.
Comienza la huelga, todos con una nueva esperanza, mejorar su estilo de vida, hacer algo por sus familias. La familia Maheu junto con Etienne son los líderes, e intentan hacer un arreglo con los patrones, pero al verse negado este aumento toman acciones y van a las minas de los poblados contiguos para evitar que también trabajen, y lo logran, pero también logran que ahora la policía resguarde las minas, que comienzan a ser trabajadas por extranjeros, principalmente de Bélgica.
Al querer nuevamente intervenir en la mina trabajada por nuevos contratados, la policía los enfrenta, y en la confusión disparan al ser agredidos por los huelguistas y un tiro mata a Toussiant Maheu, líder moral de la causa huelguista.
Viendo perdido al líder moral, junto con otros miembros, la huelga se debilita y muchos piensan volver a trabajar, aunado al hecho que tampoco tenían dinero ya, y habían perdido ya miembros de la familia por enfermedades.
Regresan a trabajar, con las cabezas gachas, debido a todas las situaciones infortunadas que habían atravesado, y debido a estas tragedias, sabotean la mina, lográndose salvar algunos, pero perdiendo la vida en el rescate el hijo mayor de los Maheu, quedando ahora Maheude con su hijo de brazos y el abuelo, quien perdería después los estribos y mataría a la hija de uno de los patrones. 
Al final de la historia vuelven a trabajar, se pierde la esperanza, pero lo único que queda es la semilla que algún día germinará; ellos la sembraron con su valor y con su sangre, y algún día, en búsqueda del sol y de la libertad, germinará.

## Adaptaciones al cine
- 1903: Germinal de Ferdinand Zecca, corto de 15 minutos.
- 1905: Au pays noir[1] de Lucien Nonguet[2]
- 1912: Au pays des ténèbres de Victorin Jasset
- 1913: Germinal d'Albert Capellani[3]
- 1963: Germinal, d'Yves Allégret, con Jean Sorel, Berthe Granval, Claude Brasseur y Bernard Blier[4]
- 1993: Germinal, de Claude Berri, con Renaud Séchan, Miou-Miou, Gérard Depardieu, Judith Henry y Jean Carmet[5]
- 2021: Germinal, serie de televisión producida por France Télévisions, Salto (plataforma VOD) y la Radiotelevisione Italiana.[6]